# Ifotaka
Ifotaka is een plaats en commune in het zuiden van Madagaskar, behorend tot het district Amboasary Sud, dat gelegen is in de regio Anosy. Tijdens een volkstelling in 2001 telde de plaats 17.825 inwoners.
De plaats biedt enkel lager onderwijs en beperkt middelbaar onderwijs aan. 50% van de bevolking werkt er als landbouwer en 40% houdt zich bezig met veeteelt. Het meest belangrijke landbouwproduct is maniok, overige belangrijke producten zijn mais en zoete aardappelen. Verder is 5% actief in de dienstensector en heeft 5% een baan in de industrie.